# Йозеф Модер
Йозеф Модер (словац. Jozef Móder, угор. Móder József, 19 вересня 1947, Тврдошовці, Чехословаччина) — чехословацький футболіст угорського походження, півзахисник, тренер.

### Клубна кар'єра
Займатися футболом почав у 13 років.
Модер розпочав свою професійну кар'єру у братиславському «Інтері>».
Більшу частину кар'єри провів у клубі «Локомотив» (Кошиці). Також виступав за празьку «Дуклу» та австрійський «ГАК».
Під час виступів за «ГАК» Модер виграв Кубок Австрії, який став першим професійним трофеєм в історії клубу.
Зіграв загалом 318 матчів і забив 75 м'ячів у чемпіонаті Чехословаччини.
Завершив кар'єру у віці 35 років.

### Виступи за збірні
Був членом збірної Чехословаччини з футболу на чемпіонаті Європи 1976, у складі якої виграв золоту медаль. Він був відомий як фахівець із кутових ударів.
Модер дебютував на міжнародній арені у складі збірної Чехословаччини 26 квітня 1972 року в домашньому матчі проти збірної Люксембургу, що завершився з рахунком 6:0 на користь господарів.
Модер забив три м'ячі у чвертьфінальних матчах відбірного турніру до чемпіонату Європи 1976 року в матчі проти збірної СРСР і пройшов зі збірною у фінальний турнір, де також виходив на поле.

## Титули і досягнення
- Чемпіон Європи: 1976

- Володар Кубка Чехословаччини: Локомотив (Кошиці) 1977, 1979

- Володар Кубка Австрії: «ГАК» 1981